# Flaga Donieckiej Republiki Ludowej
Flaga Donieckiej Republiki Ludowej – jeden z symboli Donieckiej Republiki Ludowej, utworzonej w 2014 przez prorosyjskich separatystów na terytorium Ukrainy, a w 2022 włączonej w skład Federacji Rosyjskiej.

Flaga Republiki (2018-2022)

Flaga składa się z trzech poziomych pasów: czarnego, niebieskiego i czerwonego. Jest wariantem flagi Rosji, w którym biały kolor został zastąpiony czarnym, mającym symbolizować węgiel – największe bogactwo i kluczowy składnik tożsamości Donbasu.

Flaga Republiki (2014-2018)

Po utworzeniu DRL jej przedstawiciele przekonywali, że jest to kopia flagi Doniecko-Krzyworoskiej Republiki Radzieckiej, istniejącej przez kilka tygodni zimą 1918, nie ma jednak dowodów na istnienie takiej flagi. Najprawdopodobniej kolorystyka flagi jest wzorowana na symbolach Interfrontu, tj. Międzynarodowego Ruchu Donbasu, założonego w 1990, którego początkowym celem było pozostanie Ukraińskiej SRR w granicach ZSRR, a po secesji Ukrainy – przekształcenie jej w państwo federacyjne z daleko idącą autonomią wschodnich obwodów.
Od 2014 funkcjonują różne warianty czarno-niebiesko-czerwonej flagi DRL, m.in. z herbem republiki, przypominającym herb Rosji, a także z herbem i napisem „Doniecka Republika” (Донецкая Республика) lub „Doniecka Republika Ludowa” (Донецкая Народная Республика).